# La tempesta (Shakespeare)
La tempesta (títol original en anglès: The Tempest) és una obra teatral de William Shakespeare, possiblement la darrera, per això alguns creuen que és una mena de “testament literari” en forma de teatre.

## Argument

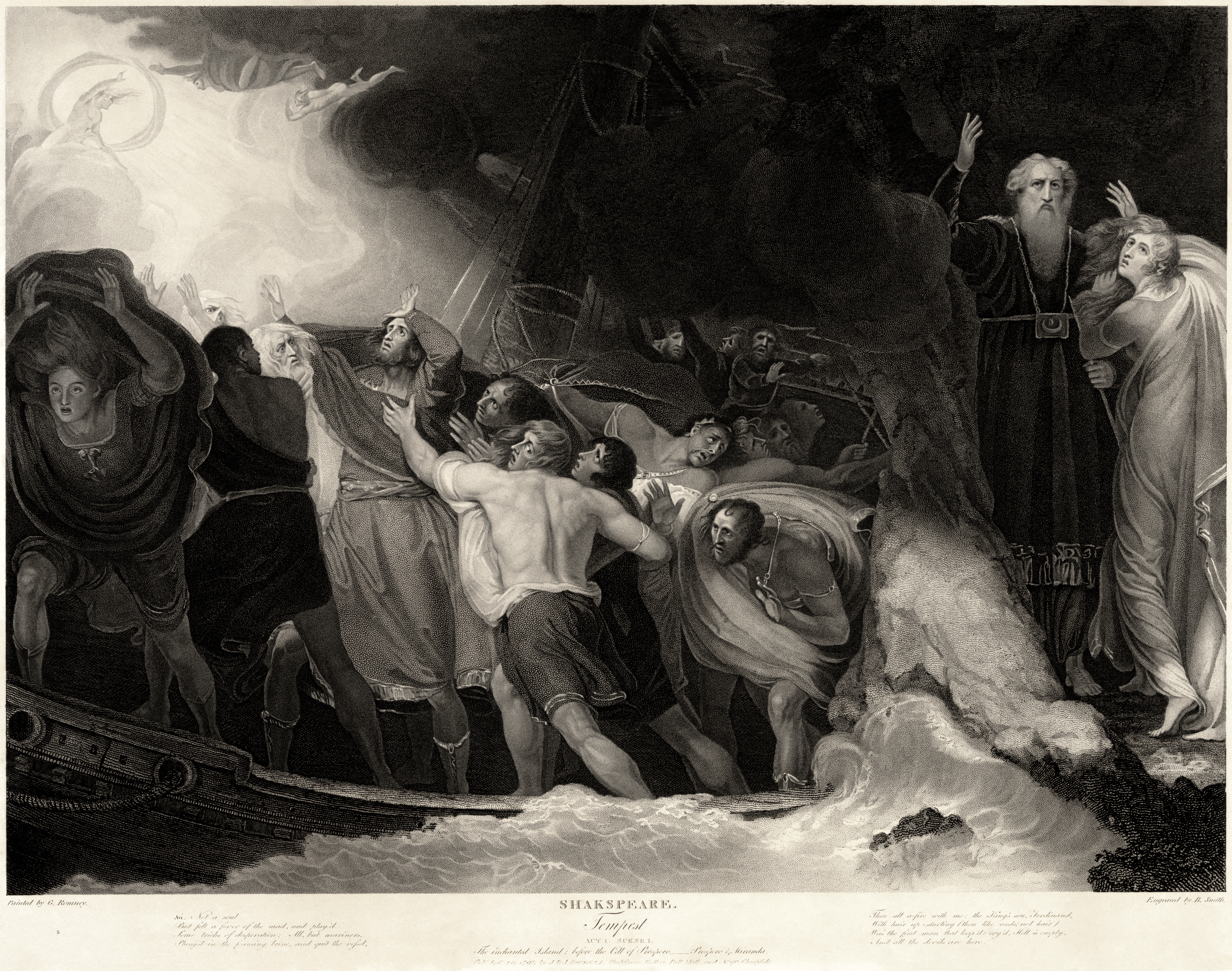
The Tempest

L'obra narra la història de Pròsper, Duc de Milà, i la seva filla Miranda desterrats a una illa deserta. Aquest duc és un mag que desencadena la tempesta que dona títol a la peça i que només vol venjar-se. Per això entra en contacte amb l'altre món, personificat en Ariel. Al final renuncia a la rancúnia i permet que la seva filla trobi l'amor.

## Interpretació
L'obra s'ha vist com un tribut al teatre clàssic, ja que respecta les regles de les tres unitats i els versos tenen una mètrica tradicional.
La figura de Caliban, un salvatge, introdueix el tema del colonialisme incipient, amb els viatges anglesos cap a Amèrica. Representa el prototipus de bàrbar, instruït per Pròsper, que simbolitza el racionalisme però també l'excés de supèrbia que porta l'home a intentar saber més del que li pertoca. La seva renúncia final per a molts seria una concessió per part de Shakespeare a adoptar la doctrina oficial de l'església sobre els límits del coneixement.

## Llegat
L'obra ha influït en moltes obres posteriors. Algunes de les més famoses són:
- The Mock Tempest, de Thomas Duffett, versió paròdica
- Caliban upon Setebos, de Robert Browning
- El díptic Ilium/Olympos
- Forbidden Planet[1]
- Una tempesta d'Aimé Césaire
- Viatge a Melònia, adaptació cinematogràfica de 1989.

## Traducció catalana
- Josep Carner, 1910
- Cèsar August Jordana, 1930
- Shakespeare, William. La Tempestat. Barcelona: Col·lecció popular de teatre clàssic universal. Institut del Teatre. Ed. Bruguera. Traducció de Josep Maria de Sagarra. 1980.
- Shakespeare, William. La tempesta. Barcelona: Obra Dramàtica Completa de William Shakespeare. Editorial Vicens Vives i TV3. Traucció de Salvador Oliva, 1985.
- Shakespeare, William. La tempesta. Barcelona: Col·lecció A Tot Vent. Edicions Proa. Traducció de Miquel Desclot. 2017.